# Jerzy Kowalski (hydrolog)
Jerzy Kowalski (ur. 14 kwietnia 1933 w Pyskowicach, zm. 30 marca 2022 we Wrocławiu) – polski inżynier ochrony środowiska, specjalizujący się w budownictwie wodno-melioracyjnym i ziemnym oraz gospodarce odpadami, hydrologii i hydraulice wód podziemnych, ochronie wód podziemnych, wieloletni nauczyciel akademicki i rektor Akademii Rolniczej we Wrocławiu w latach 1990–1996.

## Życiorys
Jest absolwentem i pracownikiem naukowym Akademii Rolniczej we Wrocławiu, gdzie uzyskał wszystkie stopnie naukowe. Studia I stopnia z tytułem zawodowym inżyniera melioracji wodnych ukończył w 1955. Stopień naukowy doktora nauk technicznych otrzymał w 1963 roku na podstawie rozprawy Analiza niektórych metod wyznaczania współczynnika przesączalności. Stopień doktora habilitowanego nauk technicznych uzyskał w 1977 na podstawie pracy Dynamika stanów pierwszego poziomu wód podziemnych terenu m. Wrocławia. Tytuł naukowy profesora zwyczajnego nauk technicznych otrzymał w 1988 roku. W latach 1981–1987 pełnił funkcję dziekana Wydziału Melioracji i Inżynierii Środowiska. Następnie objął stanowisko prorektora tej uczelni. W 1990 roku został wybrany na rektora Akademii Rolniczej, które piastował przez dwie kadencje do 1996 roku. Jest członkiem Międzynarodowego Stowarzyszenia Mech. Gruntów i Fundamentowania. Jego zainteresowania naukowe obejmują wpływ działalności człowieka na geologię. Odznaczony m.in. Krzyżem Oficerskim Orderu Odrodzenia Polski, Krzyżem Kawalerskim Orderu Odrodzenia Polski, Złotym Krzyżem Zasługi, Medalem Komisji Edukacji Narodowej.
Został pochowany na Cmentarzu Świętej Rodziny we Wrocławiu.

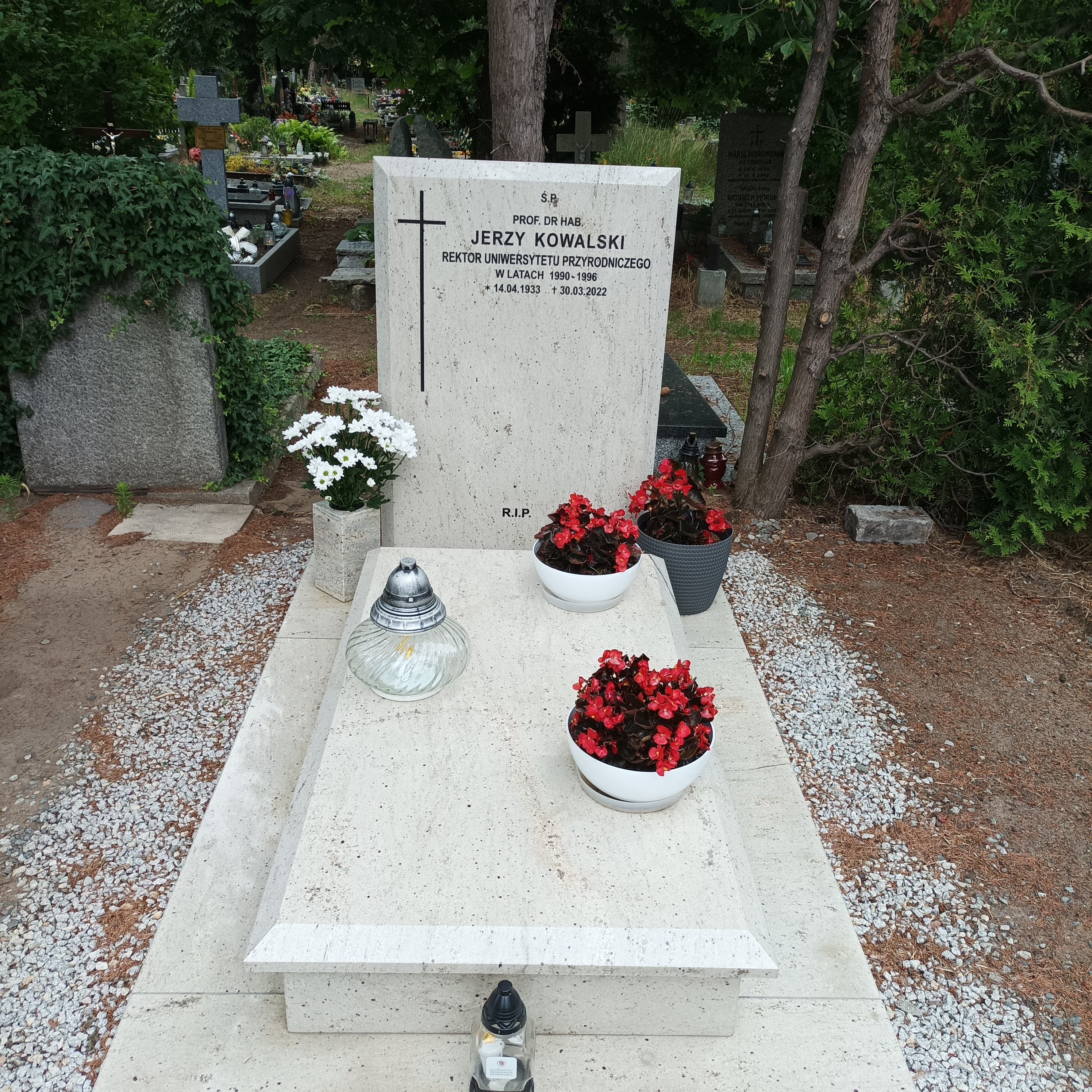
Grób prof. Jerzego Kowalskiego na Cmentarzu Świętej Rodziny we Wrocławiu

## Wybrane publikacje
- Chemia i technologia węgla brunatnego, 1957.
- Stare składowiska, 1997.
- Hydrogeologia z podstawami geologii, 1998.
- Problemy hydrogeologiczne południowo-zachodniej Polski, 1992.
- Current problems of higher education in Poland : the proceedings of TEMPUS-CURTS seminar held at Agricultural University Wrocław on 3th October 2000 = Aktualne problemy kształcenia wyższego w Polsce, 2001.